# Walter W. Granger
Walter Willis Granger, född den 7 november 1872 i Middletown Springs i Vermont, USA, död den 6 september 1941 i Lusk i Wyoming, var en amerikansk paleontolog som var med på viktiga fossilexpeditioner i USA, Egypten, Kina och Mongoliet.
Auktorsnamnet Granger kan användas för Walter W. Granger i samband med ett vetenskapligt namn inom zoologin; se Wikipedia-artiklar som länkar till auktorsnamnet.

## Biografi
Granger var det första av fem barn till Charles H. Granger, en försäkringsagent och veteran från det amerikanska inbördeskriget, och Ada Haynes Granger. Granger utvecklade tidigt ett intresse för taxidermi och 1890, vid 17 års ålder, fick han arbete som taxidermist hos en vän till sin far på American Museum of Natural History i New York City. Granger arbetade i fält med museets expeditioner i den amerikanska västern 1894 och 1895 och blev intresserad av att jaga fossiler.
Granger gifte sig 1904 med en kusin, Anna Deane Granger. De hade inga barn. Granger dog 1941 av hjärtsvikt i Lusk, Wyoming, medan han var på en fältexpedition. Hans aska spreds på hans mors grav på Pleasant View Cemetery i hans hemstad Middletown Springs, Vermont.

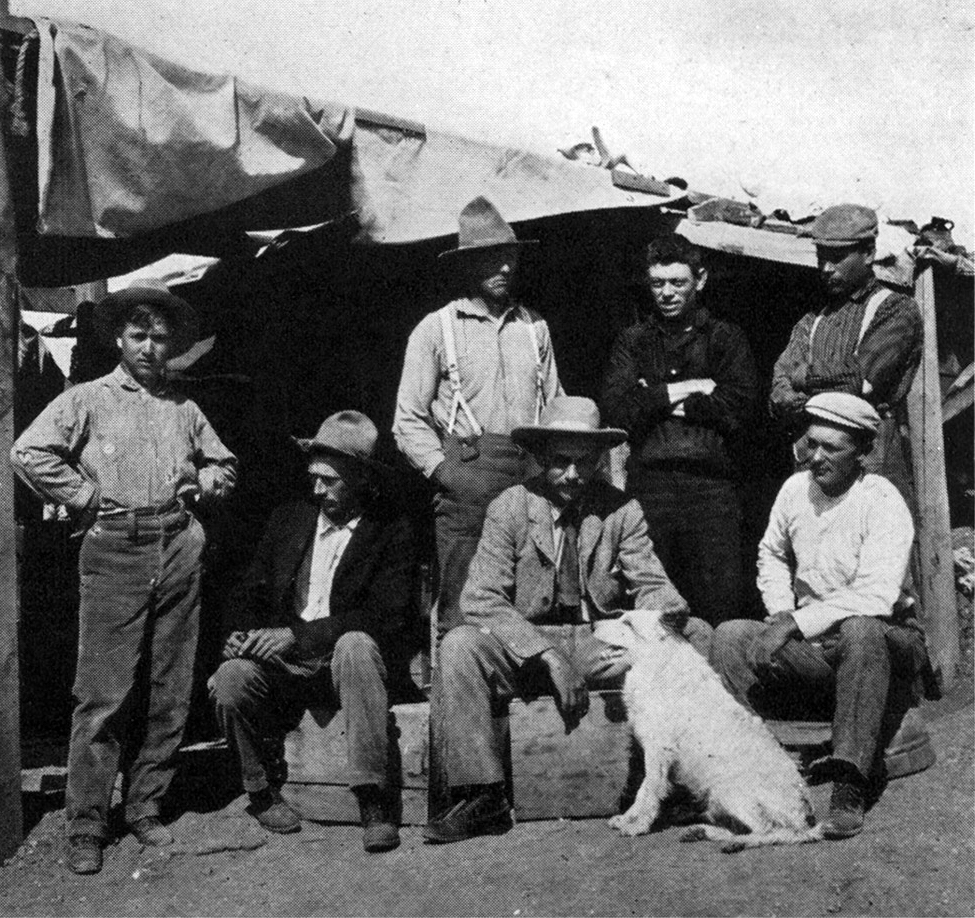
American Museum-team vid Bone Cabin Quarry i Wyoming, 1899. Sittande, från vänster till höger: Walter Granger, Henry Fairfield Osborn (med hunden Jack), William Diller Matthew; stående, F. Schneider, Richard Swann Lull, Albert Thomson, Peter Kaisen.

## Karriär och vetenskapligt arbete
År 1896 började han på museets avdelning för ryggradsdjurpaleontologi. År 1897, på en expedition till Wyoming, upptäckte han Bone Cabin Quarry nära Laramie. Under de kommande åtta åren gav platsen fossil av 64 dinosaurier, inklusive exemplar av Stegosaurus, Allosaurus och Apatosaurus.
Nyheter om tyska och brittiska fossilfyndigheter av ryggradsdjur i Egypten fick Granger att 1907 med sin överordnade Henry Fairfield Osborn ge sig ut på den första amerikanska fossiljakten utanför Nordamerika. Fayum-regionen i Egypten innehöll en av de mest kompletta sammansättningarna av cenozoiska djur som hittills hittats och gav en samling exemplar som ökade museets rykte såväl som Grangers.
Som biträdande kurator för museets avdelning för ryggradsdjurpaleontologi var Granger tillräckligt fri från administrativa uppgifter för att under många år kunna tillbringa i genomsnitt fem månader om året i fält, mestadels i den amerikanska västern, samt skriva två eller tre viktiga rapporter varje år. År 1921 åkte han till Kina och Mongoliet som chefspaleontolog för museets tredje expedition där. Under ledning av Johan Gunnar Andersson hjälpte Granger till att öppna och börja gräva upp den plats vid Zhoukoudian som gav "Pekingmänniskan" (Homo erectus pekinensis). Den första upptäckten av en hominidtand vid Zhoukoudian gjordes 1921 av en annan paleontolog, Otto Zdansky.
Grangers arbete i Kina tog honom också till området Three Gorges i Yangtzefloden, men hans fem expeditioner 1922, 1923, 1925, 1927 och 1928 i Gobiöknen i Mongoliet i samarbete med den legendariska Roy Chapman Andrews ledde till Grangers mest kända upptäckter, såsom Velociraptor, Oviraptor och Protoceratops, dinosauriefynd som allmänheten tenderade att associera med den mer kände Andrews.
Granger blev intendent för fossila däggdjur vid museet 1927 och antog också posten som kurator för paleontologi vid museets avdelning för asiatisk utforskning och forskning. År 1935 blev han president för den prestigefyllda Explorers Club.
Även om Granger var en av sin tids främsta paleontologer, fick han inte en formell akademisk examen förrän 1932 då Middlebury College i Vermont tilldelade honom ett hedersdoktorat. 
Grangers karriär var en av solida prestationer inom insamling och analys av fossiler. Involverad i några av de viktigaste dinosaurie- och däggdjursfossilfynden för sin tid, arbetade han mestadels utanför allmänhetens insyn, respekterad av sina kamrater som möjligen, med hans kollega George Gaylord Simpsons ord, "den största samlaren av fossila ryggradsdjur som någonsin levt." Efter Grangers död döpte museet om sin asiatiska fossilsal till "Walter Granger Memorial Hall."